# Fabella

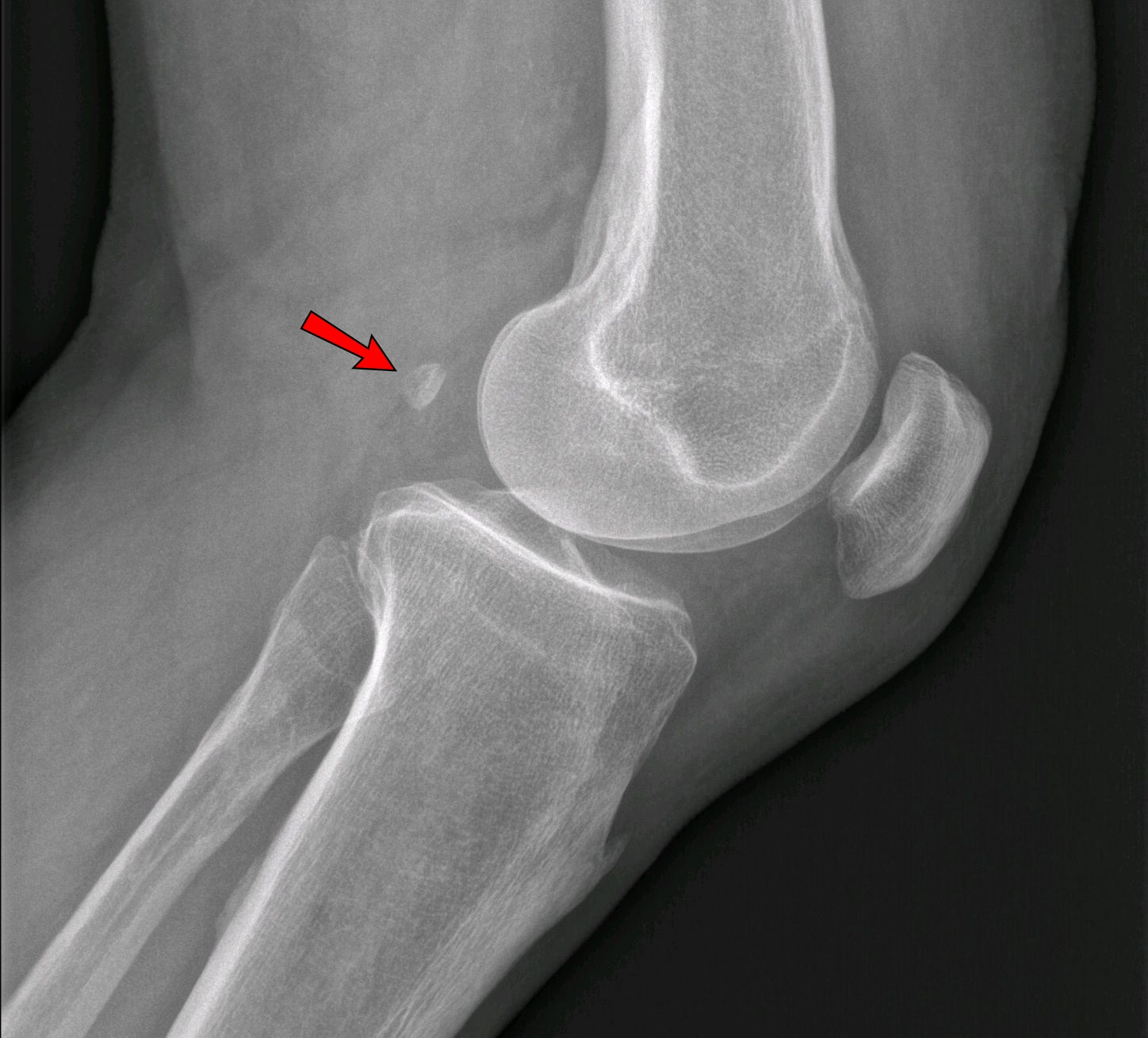
Fabella in radiografia (indicata dalla freccia)

La fabella è un osso sesamoide presente, in maniera abbastanza frequente, nel tendine del gastrocnemio laterale, cioè nella regione flessoria posteriore esterna del ginocchio.

## Epidemiologia
Si trova nel 10-30% delle persone, con maggiore incidenza nelle popolazioni asiatiche.
Può, raramente, essere bi- o tripartita.

## Eziologia
Tale fabella rappresenta le vestigia evoluzionistiche di un osso presente in altre specie di animali. Nell'uomo è solo una variante anatomica, non essendo mai così grande da causare patologie di sorta.

## Clinica
La Fabella Pain Syndrome deve essere considerata come diagnosi differenziale quando un paziente presenta un dolore persistente al ginocchio posterolaterale, che potrebbe anche essere dovuto a lacerazioni meniscali, instabilità dei legamenti laterali, cisti di Baker e ipomobilità dell'articolazione tibiofibulare prossimale. I pazienti con tale sindrome  di solito lamentano che il dolore al ginocchio posterolaterale peggiora quando si estendono completamente le gambe a livello dell'articolazione del ginocchio.

## Localizzazione
In quanto osso sesamoide dovrebbe essere inclusa in un tendine (come la rotula) per migliorarne e aumentarne l'efficacia, e infatti la fabella si trova nel cosiddetto punto d'angolo postero-esterno (PAPE), un sistema ligamentoso del comparto laterale del ginocchio, al quale contribuisce a dare stabilità.